# Famille de Miollis
La famille de Miollis, anciennement Miollis, est une famille de la noblesse française subsistante originaire de Provence.
Elle compte entre autres parmi ses membres un général, un adjudant-général, un évêque, un préfet, une écrivaine.

## Histoire
Le premier membre connu de la famille de Miollis est mentionné au XVIIe siècle à Villecroze.
La famille de Miollis a été anoblie en 1770 et a obtenu un titre de baron en 1830.
Sextius François Alexandre de Miollis est décoré du titre de comte sous le Premier Empire.[réf. nécessaire]

## Généalogie simplifiée
- Charles Miollis, consul de Villecroze en 1629, il épouse Anne Escole.

(...)
- César Miollis (1657-1733), procureur au parlement de Provence en 1707, il épouse Marguerite de Séguiran, ils ont entre autres enfants :
  - Jean-Baptiste Miollis (1682-1718), greffier en chef au parlement de Provence, il a entre autres enfants :
    - Joseph-Laurent de Miollis (1715-1792), lieutenant-général civil et criminel en la sénéchaussée d'Aix, conseiller en la chambre des comptes de Provence en 1771. Il avait été anobli par lettres de 1770[2]. Marié en 1741 à Marie-Thérèse-Delphine Boyer de Fonscolombe, ils ont pour enfants :
      - Balthazar de Miollis (1749-1827), chevalier de Saint-Louis en 1792, adjudant-général en 1805. Il n'eut que des filles.
      - Bienvenu de Miollis (1753-1843), évêque de Digne de 1805 à 1838
      - Honoré-Gabriel-Henri de Miollis (1758-1830), occupe divers postes de commissaire sous la Révolution française et le Directoire, préfet du Finistère de 1805 à 1810, membre de la Société des antiquaires de France, titré baron héréditaire en 1830. En 1806 il avait épousé Marie-Armande de Kerhorre, d'où :
        - Augustin baron de Miollis (1794-1890), il épouse en 1831 à Jeanne Dezest, d'où :
          - François-Gabriel baron de Miollis (1838-1905), il épouse en 1863 mademoiselle Forpomès, d'où descendance

        - Jérôme de Miollis (1809-1894), il épouse en 1833 Amélie de Fredot de Plantys, d'où :
          - Sextius Jérôme de Miollis, né en 1832, il épouse en 1855 mademoiselle du Couëdic de Kergoualer, d'où descendance

      - Sextius Alexandre François de Miollis (1759-1828), il participe à la guerre d'indépendance des États-Unis, en 1798 à Nice il épouse Rosalie Boutté. Il sera général de division, gouverneur de Rome et des États romains, grand officier de la Légion d'honneur et titré comte de l'Empire en 1808, chevalier de Saint-Louis en 1814. Sans postérité.

(...)
- Marie-Antoinette de Miollis (1894-1971), écrivaine
- Jean de Miollis, essayiste et critique littéraire

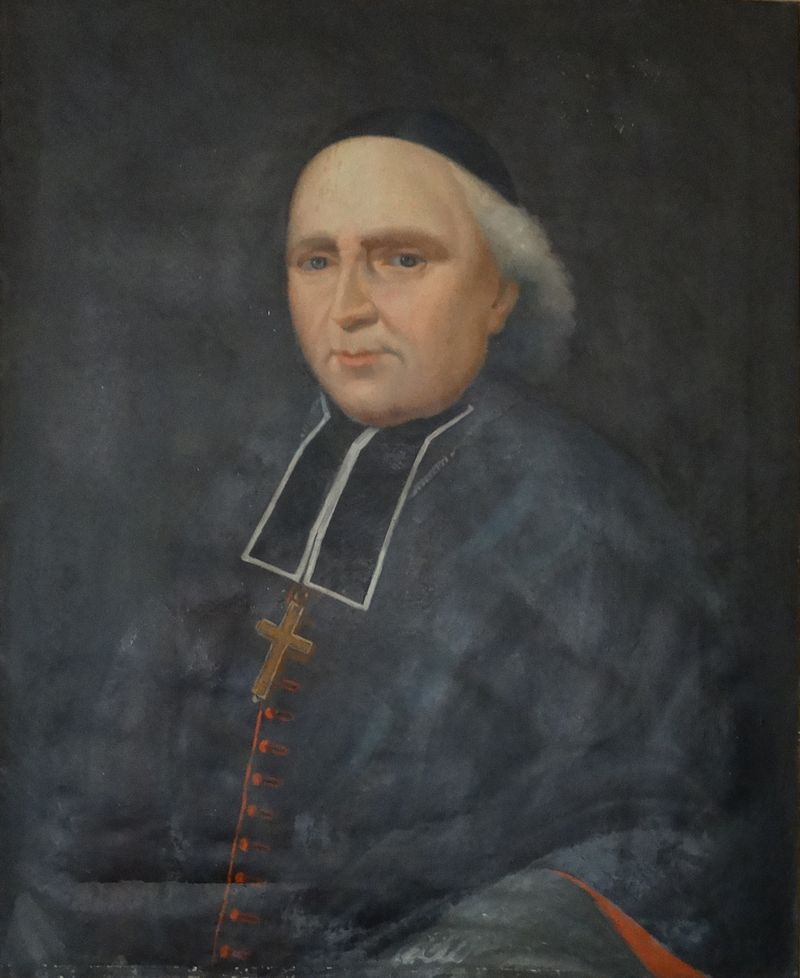
Mgr de Miollis
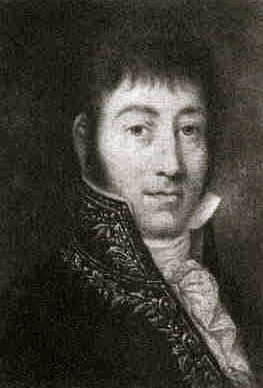
Honoré-Gabriel de Miollis
Sextius Alexandre François de Miollis
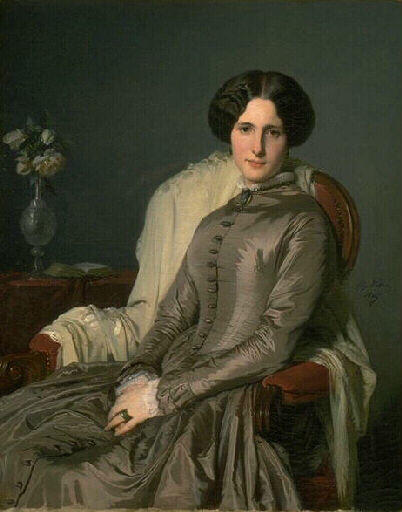
Alice de Bellefonds, née de Miollis

## Alliances
Les principales alliances de la famille de Miollis sont : Escole, de Séguiran, Boyer de Fonscolombe (1741), Boutté (1798), de Kerhorre (1806), Dezest (1831), de Fredot de Plantys (1833), du Couëdic de Kergoualer (1855), Forpomès (1863).

## Possessions
- Hôtel de Miollis, à Arles
- Hôtel de Miollis, à Aix-en-Provence
- Hôtel Peyronetti, à Aix-en-Provence
- Château d'Avignon, Saintes-Maries-de-la-Mer
- Château de Cheffontaines, à Clohars-Fouesnant

## Armes, titres
Les armes de la famille de Miollis sont : D'azur au chevron d'or accompagné de 3 lits de jardin d'argent tigés et feuillés du mesme.
Sous le Premier Empire la famille de Miollis a reçu un titre de comte en 1808, et sous la Seconde Restauration un titre de baron héréditaire en 1830.

## Postérité
- En souvenir de Sextius Alexandre François de Miollis : son nom est gravé sous l'arc de triomphe, place de l'Étoile, 25e colonne, à Paris, et une rue porte son nom dans le 15e arrondissement (Rue Miollis). Une place d'Aix-en-Provence, sa ville natale, porte son nom (Place Miollis).
- Citadelle Miollis

## Pour approfondir